# Moravská galerie v Brně
Moravská galerie v Brně (zkráceně jen Moravská galerie) je druhé největší muzeum umění v České republice. Je výjimečná šíří svého záběru. Jako jediné muzeum umění v České republice se zabývá výtvarnou kulturou zcela komplexně. Pracuje jak s volným uměním, tedy malbou, kresbou, grafikou a plastikou, tak i s fotografií, současným designem a módou. Ve svých sbírkách má přes 200 tisíc uměleckých děl.

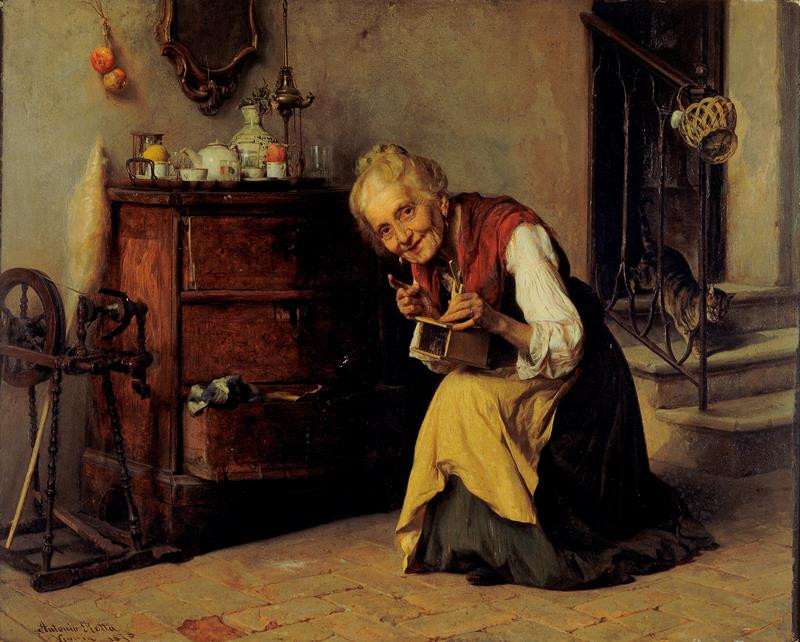
Uchopená myš, Antonio Rotta, “Il topo catturato”, 1878

Moravská galerie v Brně sídlí v šesti budovách: Pražákův palác, Uměleckoprůmyslové muzeum, Místodržitelský palác, Jurkovičova vila, Muzeum Josefa Hoffmanna v Brtnici u Jihlavy, které spravuje společně s vídeňským Muzeem užitého umění (MAK), a nově také Otevřený depozitář. Prezentuje výtvarnou kulturu území České republiky v evropském kontextu, a to jak ve stálých expozicích, tak prostřednictvím krátkodobých výstav. S tímto úsilím souvisí i spolupráce s řadou tuzemských i zahraničních institucí a účast na mezinárodních projektech. V celosvětovém měřítku mělo z aktivit Moravské galerie v Brně největší význam Mezinárodní bienále grafického designu pořádané od roku 1963. Poslední ročník se konal v roce 2018.
Výstavy i expozice obohacuje doprovodný program ve formě přednášek, komentovaných prohlídek výstav, dílen, koncertů a performancí koncipovaný pro všechny návštěvnické skupiny. Zvláštní důraz je kladen na dětské publikum, ať už se jedná o individuální návštěvníky nebo organizované skupiny. O otevřenosti muzea svědčí i zřízení kolekce uměleckých děl pro nevidomé a slabozraké a na ni vázané výstavní projekty. V obchodech nabízí Moravská galerie své produkty, ale i knihy a práce českých designérských ikon. V Pražákově paláci se nachází veřejná půjčovna umění Artotéka. Vstupné do stálých expozic je dobrovolné.

## Historie
Roku 1816 bylo císařským patentem zřízeno Františkovo muzeum (od r. 1900 nazývané Moravské zemské muzeum). Už od založení se jeho součástí stala sbírka obrazů a plastik, která dala vzniknout významnému muzejnímu oddělení nazývanému „Obrazárna“, které se chápalo jako reprezentativní a centrální sbírka volného umění země moravské.

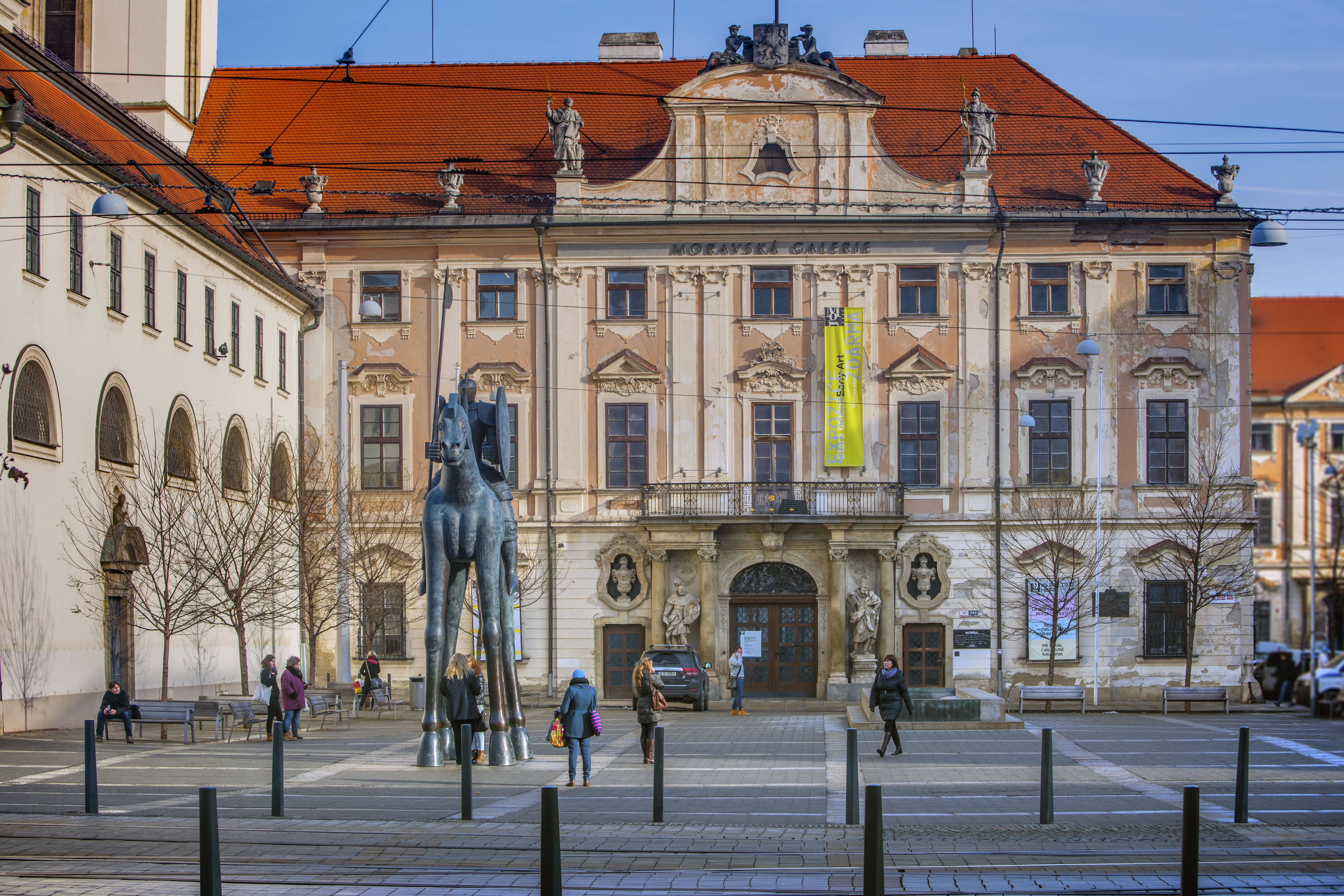
Místodržitelský palác

Roku 1873 vzniklo z popudu kruhů průmyslníků na Moravě a Obchodní a živnostenské komory v Brně Moravské průmyslové muzeum. Bylo centrální moravskou institucí, která pečovala o zvelebování, kvalitu a rozvoj průmyslu v zemi. Muzeum se během své existence stalo centrem rozvoje průmyslového designu na Moravě, centrem sdružení rakouských uměleckoprůmyslových muzeí a později všech nestátních muzeí Rakouské monarchie. Aktivity muzea měly i významný umělecký rozměr, i proto nese od r. 1907 název Muzeum umění a průmyslu a od r. 1919 Moravské uměleckoprůmyslové muzeum.

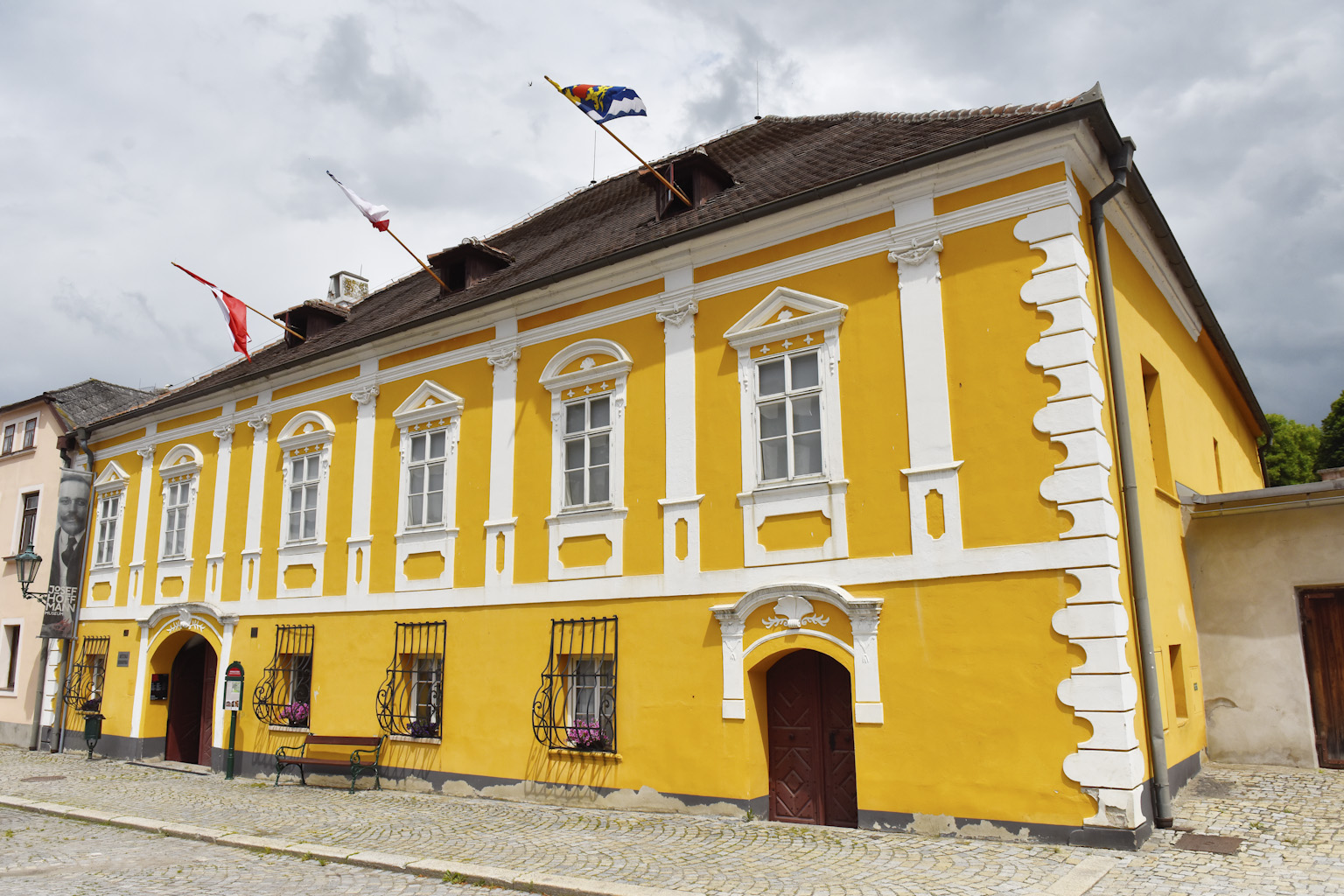
Rodný dům Josefa Hoffmanna

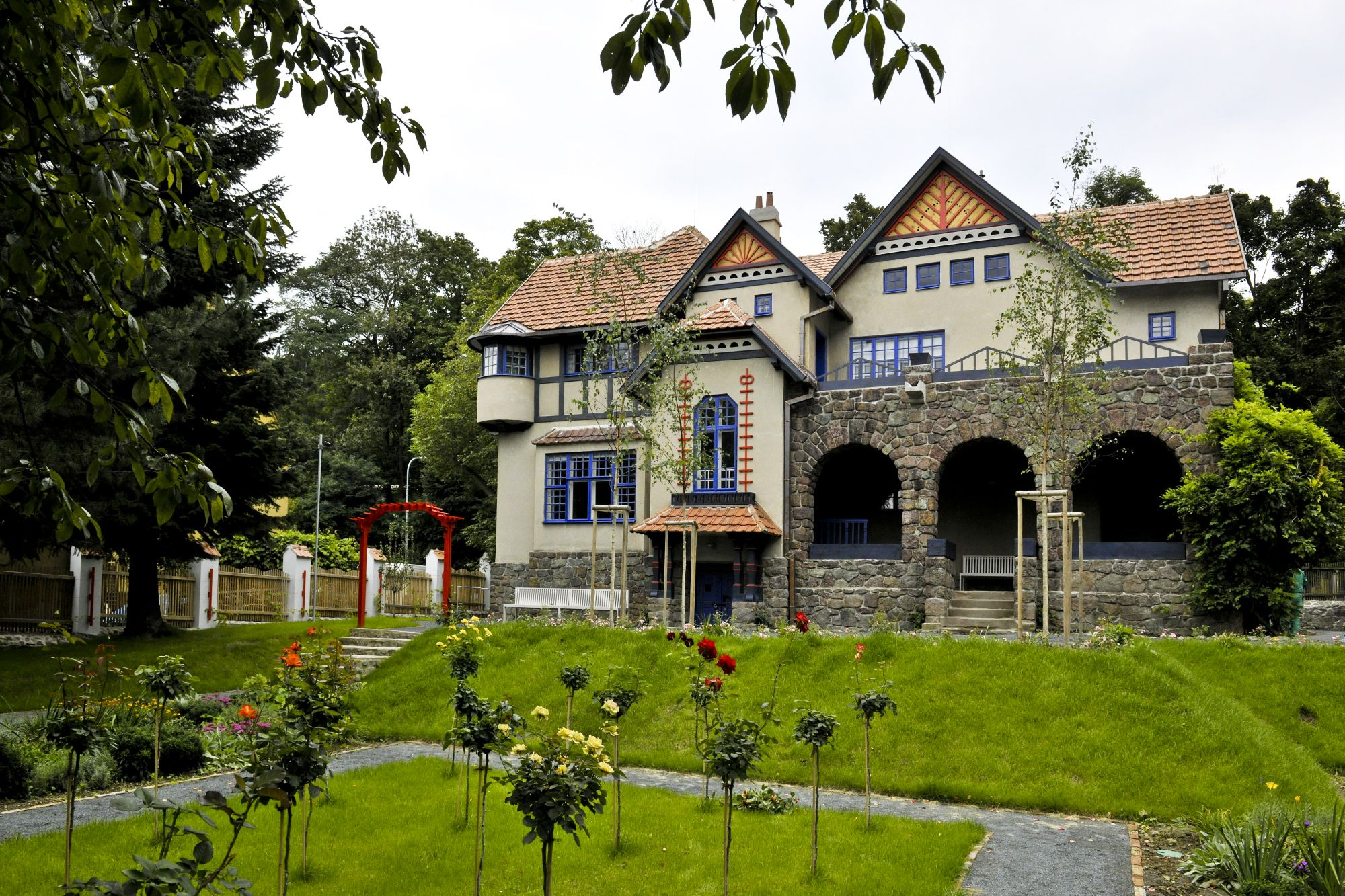
Jurkovičova vila

Spojením Obrazárny Moravského muzea a Uměleckoprůmyslového muzea vznikla 1. dubna 1961 Moravská galerie v Brně, která je přímou nástupnickou organizací těchto dvou institucí.

## Současnost
Spojením Obrazárny zaměřené na volné umění a Uměleckoprůmyslového muzea zaměřeného na průmyslový design dala Moravská galerie v Československu vzniknout konceptu univerzální instituce muzea umění, jež se nesoustředí jen na určitý výsek výtvarné tvorby, nýbrž ji pojímá v co možná nejširším záběru. Moravská galerie se nachází v několika budovách, které současně prezentují jednotlivé oblasti výtvarného umění.

#### Pražákův palác
Pražákův palác na Husově ulici 18 je centrální budovou Moravské galerie. Původně soukromý městský palác barona Aloise Pražáka byl počátkem 90. let adaptován pro potřeby galerie umění a slavnostně otevřen 17. listopadu 1994. Umístěna je zde stálá expozice moderního a nového umění s názvem ART IS HERE a konají se zde výstavy zaměřující se na moderní a současné umění. Pražákův palác slouží zároveň jako administrativní a centrální pracoviště Moravské galerie. Sídlí v něm knihovna soustřeďující české i zahraniční publikace, časopisy a katalogy výstav vztahující se k umění, Artotéka – veřejná půjčovna umění a také dětská herna.
Od roku 2013 procházel Pražákův palác postupnou obnovou, završenou v roce 2015 projektem s názvem ART IS HERE. S ním se galerie dočkala reorganizace stálé expozice umění první poloviny 20. století, která představuje výběr nejvýznamnějších děl a tvůrců české moderny a avantgardy. Osu navazující stálé expozice Nového umění tvoří díla sbírky a osobního archivu teoretika umění, kurátora, sběratele a klíčové osobnosti kulturního Brna, Jiřího Valocha. Expozice dokumentuje zásadní projevy umění od druhé poloviny 20. století, mapuje jeho lokální podoby i mezinárodní přesahy. Obě stálé expozice spojuje skluzavka, která umožňuje návštěvníkům hladký přesun napříč obdobími i patry galerie.

#### Uměleckoprůmyslové muzeum
Uměleckoprůmyslové muzeum na Husově ulici 14 je historická budova Moravského průmyslového muzea. Neorenesanční budova na brněnské okružní třídě byla postavená dle plánů ředitele muzea, architekta Johanna. G. Schöna a inspirovaná vídeňskými stavbami Gottfrieda Sempera. Pojata byla velkoryse jako reprezentativní stánek pro uložení sbírek, výstavní účely i přednáškovou činnost. Uměleckoprůmyslové muzeum v Brně bylo založeno po vzoru vídeňského Muzea pro umění a průmysl 2. prosince 1873 a budova pro veřejnost otevřena roku 1883. V roce 2023 tak Uměleckoprůmyslové muzeum oslavilo výročí 150 let od svého založení.
Dnes je Uměleckoprůmyslové muzeum sídlem Moravské galerie a díky nákladné rekonstrukci, která byla dokončena v listopadu roku 2021, získala budova nový koncept ART DESIGN FASHION. Předesílá jím, že muzeum se věnuje nejen samotnému designu, ale také módě a vztahu designu a umění. Návštěvníky láká stálá expozice, výstavy i nové zázemí, které exkluzivně pro Moravskou galerii připravili přední čeští designéři, jako například Maxim Velčovský, Eva Eisler či studio Olgoj Chorchoj. Změněná podoba Uměleckoprůmyslového muzea v Brně představuje pomyslnou výkladní skříní českých designérů a jejich produktů. Tento mnohovrstevnatý koncept nemá co do rozsahu a kvality v České republice obdoby. Návštěvníci se mohou těšit na ikonické modely Liběny Rochové, rozpínajícího se Démona růstu od Krištofa Kintery, 13 tisíc kusů skla, keramiky a porcelánu z depozitáře muzea, Café Robot s robotickým baristou nebo exteriérový objekt Mrak, který na sebe upozorňuje z velké dálky.

#### Místodržitelský palác
Místodržitelský palác na Moravském náměstí 1a je bývalý konvent augustiniánského kláštera. Část tohoto paláce nyní využívá Moravská galerie od roku 1990 jako výstavní prostory pro stálé expozice i dočasné výstavy. Historie objektu jako jedné z dominant Moravského (dříve Joštova) náměstí je úzce spjata s kostelem sv. Tomáše a sahá až do poloviny 14. století, kdy byl jako augustiniánský klášter založen v těsné blízkosti městských hradeb.
Od roku 2023 probíhá v Místodržitelském paláci rozsáhlá několikaletá rekonstrukce na etapy. Zpřístupněna je nyní po první fázi roční rekonstrukce jedna z částí budovy. Zásadní změnou je upravené nádvoří, přilehlé výstavní prostory, bookshop a také nový vstup do budovy z ulice Běhounská. Vznikla zde nová stálá expozice Umění do kapsy, kterou připravilo lektorské oddělení galerie a která má sloužit jako průvodce do světa umění. Expozice rozšiřuje obzory a posiluje schopnost vnímat, oceňovat a porozumět uměleckým dílům.

#### Jurkovičova vila
Jurkovičova vila (Jana Nečase 2) je jednou z nejvýznamnějších památek secesní architektury v Brně. Mimo to je vila architekta a designéra Dušana Sama Jurkoviče nejstarším českým zástupcem v mezinárodní síti architektonicky významných domů Iconic Houses. Tato zásadní památka secesní architektury má v Brně podobný význam jako funkcionalistické vily. Po jejím zakoupení od soukromých majitelů prošla celkovou rekonstrukcí a od roku 2011 byla zpřístupněna veřejnosti. 
Vila je pozoruhodná z mnoha aspektů. Jedná se o syntézu vídeňské moderny, secese, prvků britského venkovského domu (tzv. cottage) a folklorních prvků, typických pro tvorbu Jurkoviče. Na stavbu architekt použil především kámen, dřevo a korek. Charakteristická je pro vilu mohutná kamenná vstupní lodžie, dřevěná řezbovaná brána a skleněná mozaika s motivem pohádky Bača a drak na čelní fasádě vily. K vile také patří zahrada, která byla s vilou navržena jako jeden organický celek propojený provozními i prostorovými souvislostmi. Kromě mimořádné architektonické podívané je zde k vidění také stálá expozice Dušan Jurkovič. Architekt a jeho dům a také řada krátkodobých výstavních projektů zaměřená na design a architekturu.

#### Muzeum Josefa Hoffmanna
Muzeum Josefa Hoffmanna v Brtnici – dům architekta a designéra Josefa Hoffmanna spravuje Moravská galerie od roku 2006. Kromě rekonstrukce originálních interiérů z doby počátku století nabízí muzeum výstavy orientující se na osobnost Josefa Hoffmanna a design Wiener Werkstätte.

## Ředitelé Moravské galerie v Brně
- Jiří Hlušička 1961–1989
- Marie Dohnalová 1989–1990
- Jaroslav Kačer 1990–1997
- Kaliopi Chamonikola 1997–2003
- Marek Pokorný 2004–2012
- Jan Press od roku 2013

## Ze sbírek muzea

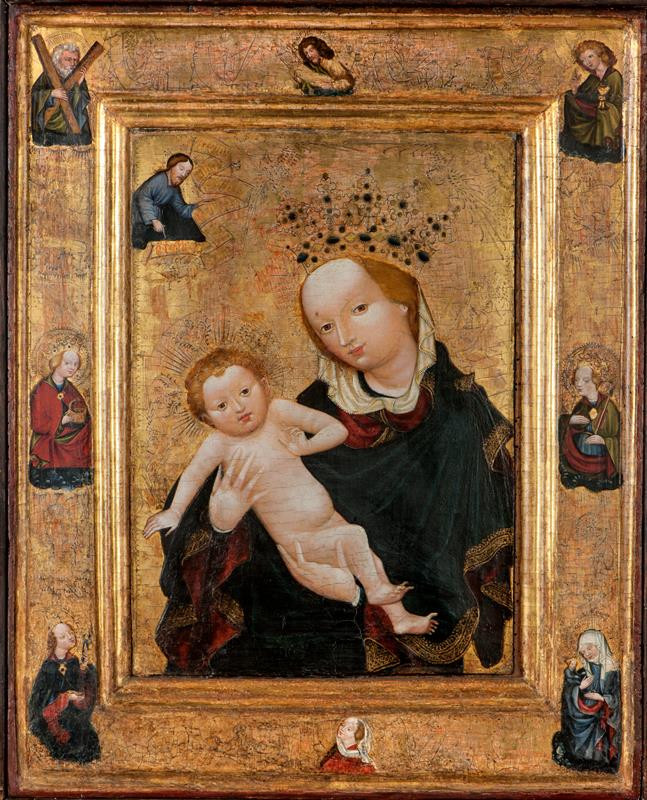
Madona Svatotomášská (1420-1440)
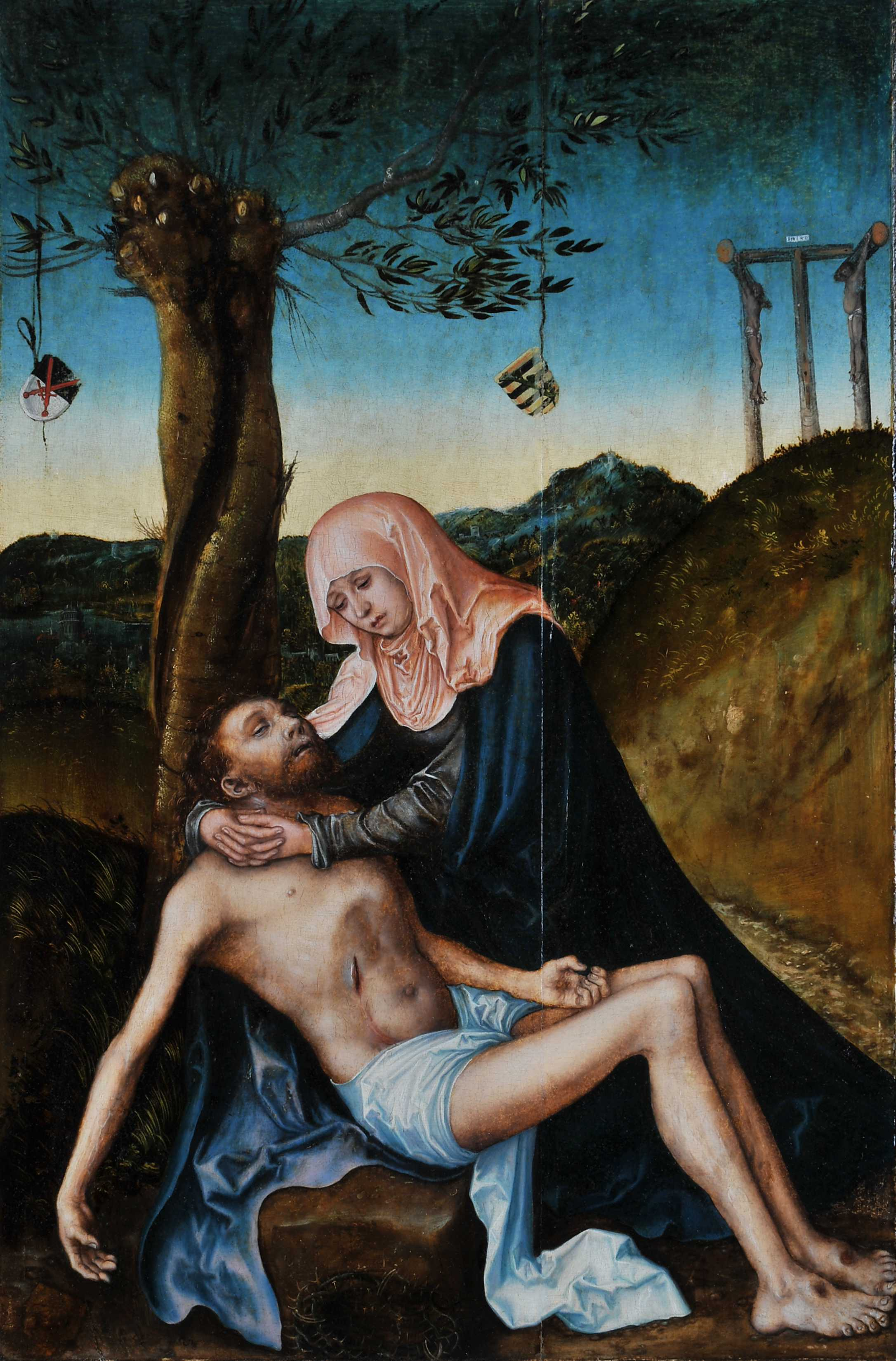
Lucas Cranach starší: Pieta pod křížem (1515)
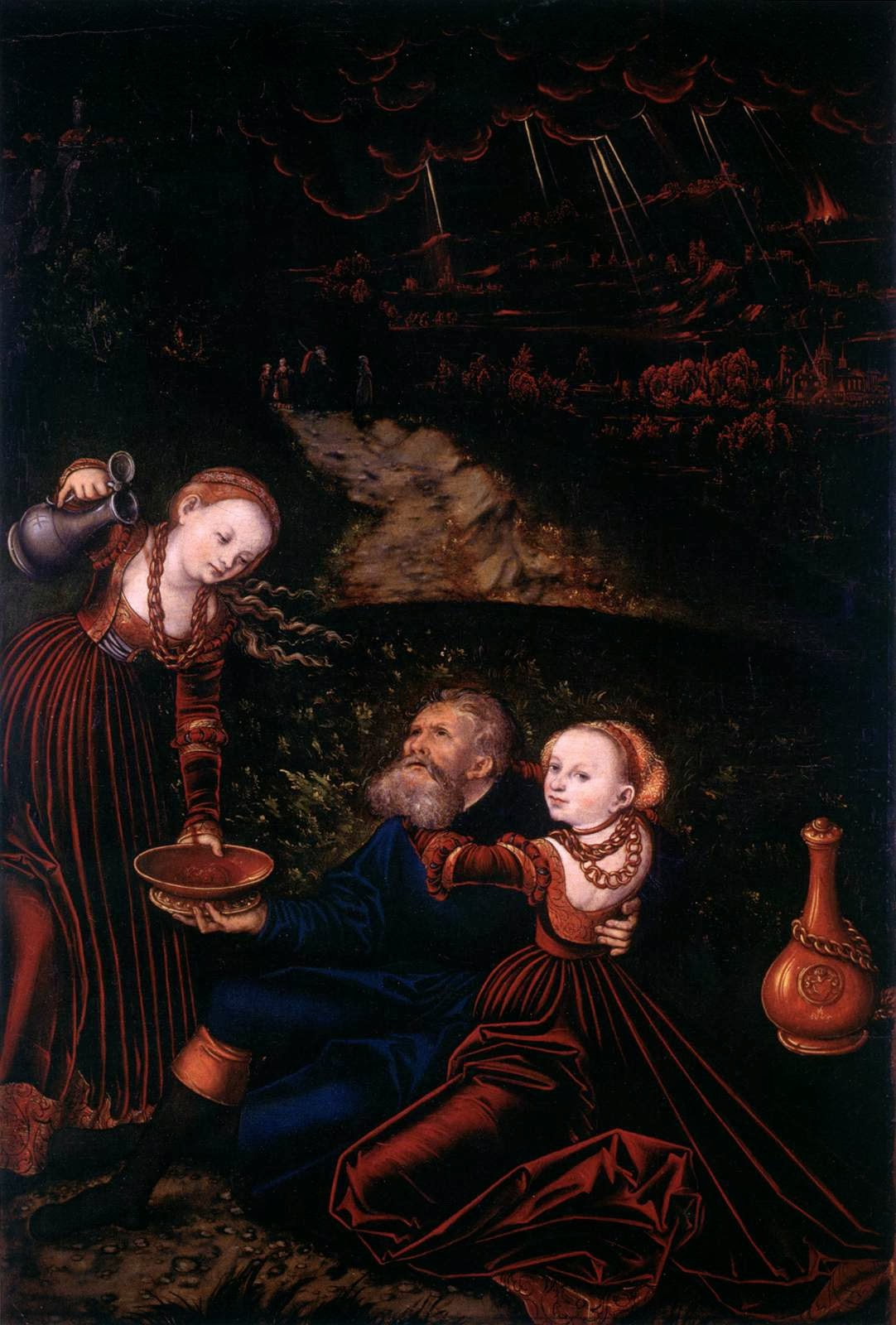
Lucas Cranach starší: Lot a jeho dcery (kolem 1530)
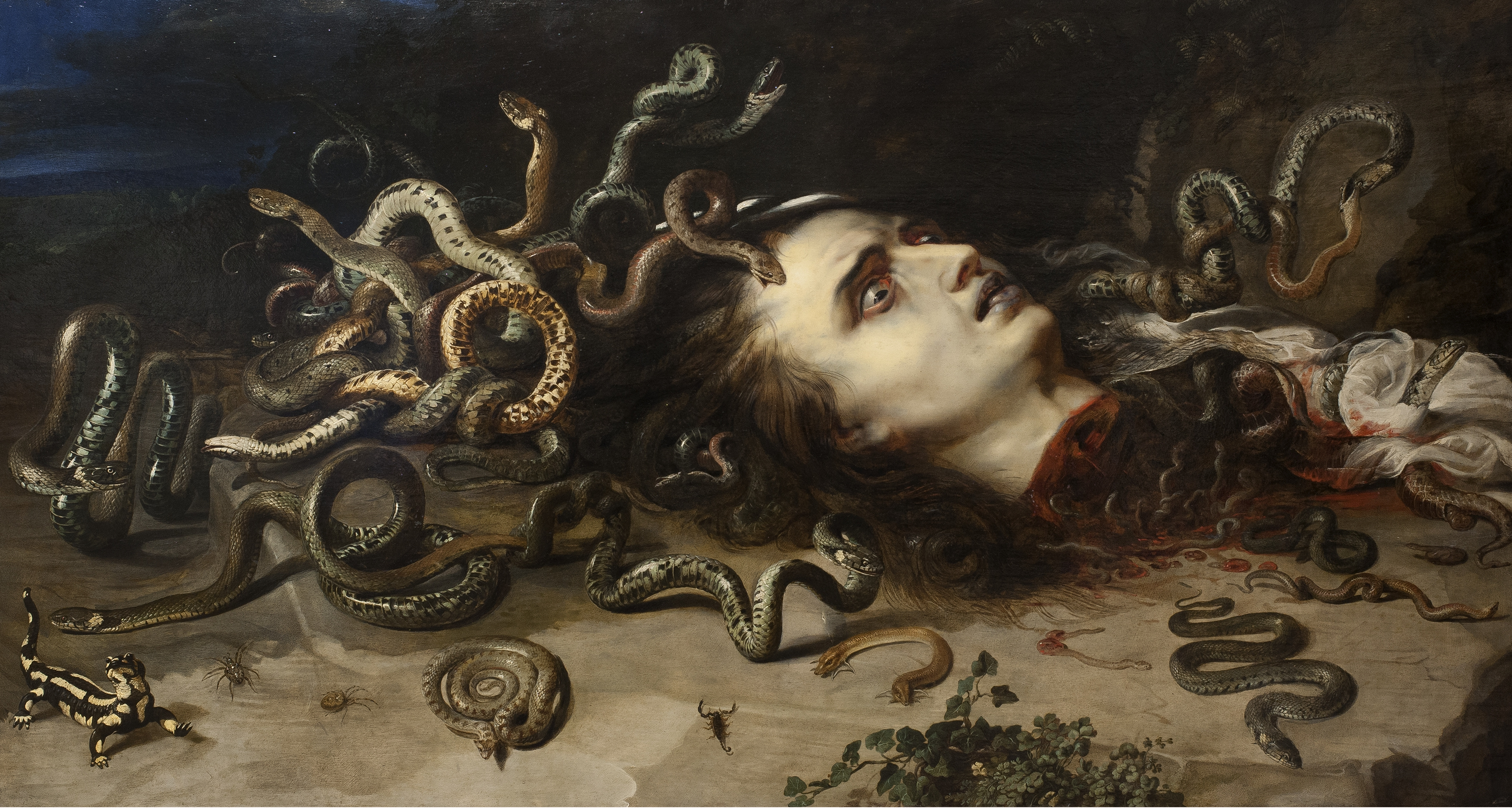
Peter Paul Rubens: Hlava Medusy (1618)
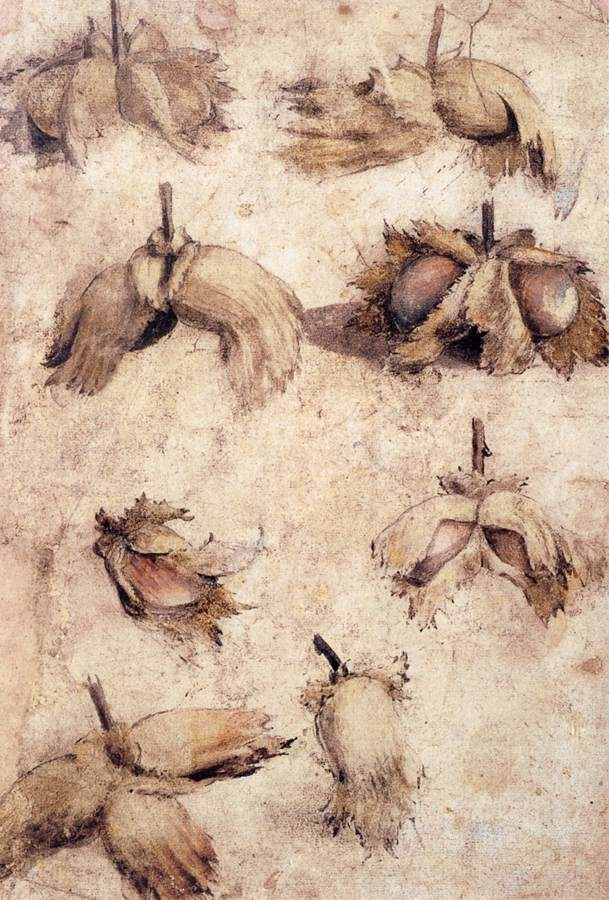
Giovanni da Udine: Oříšky (před 1550)
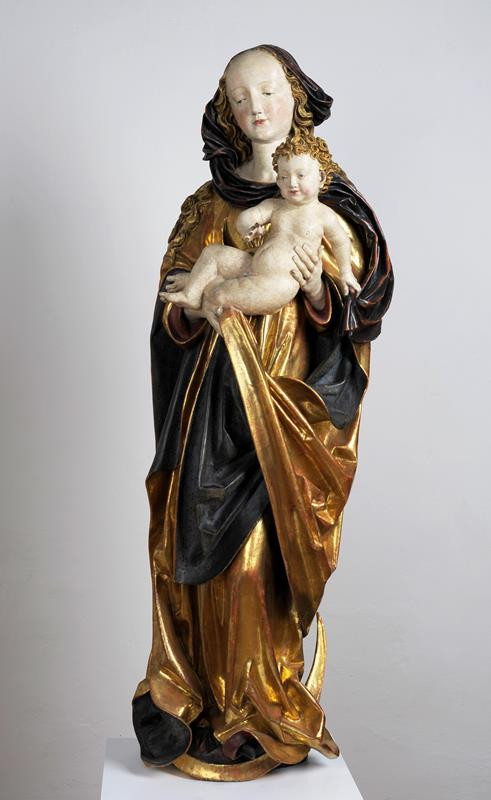
Madona z Olomouce
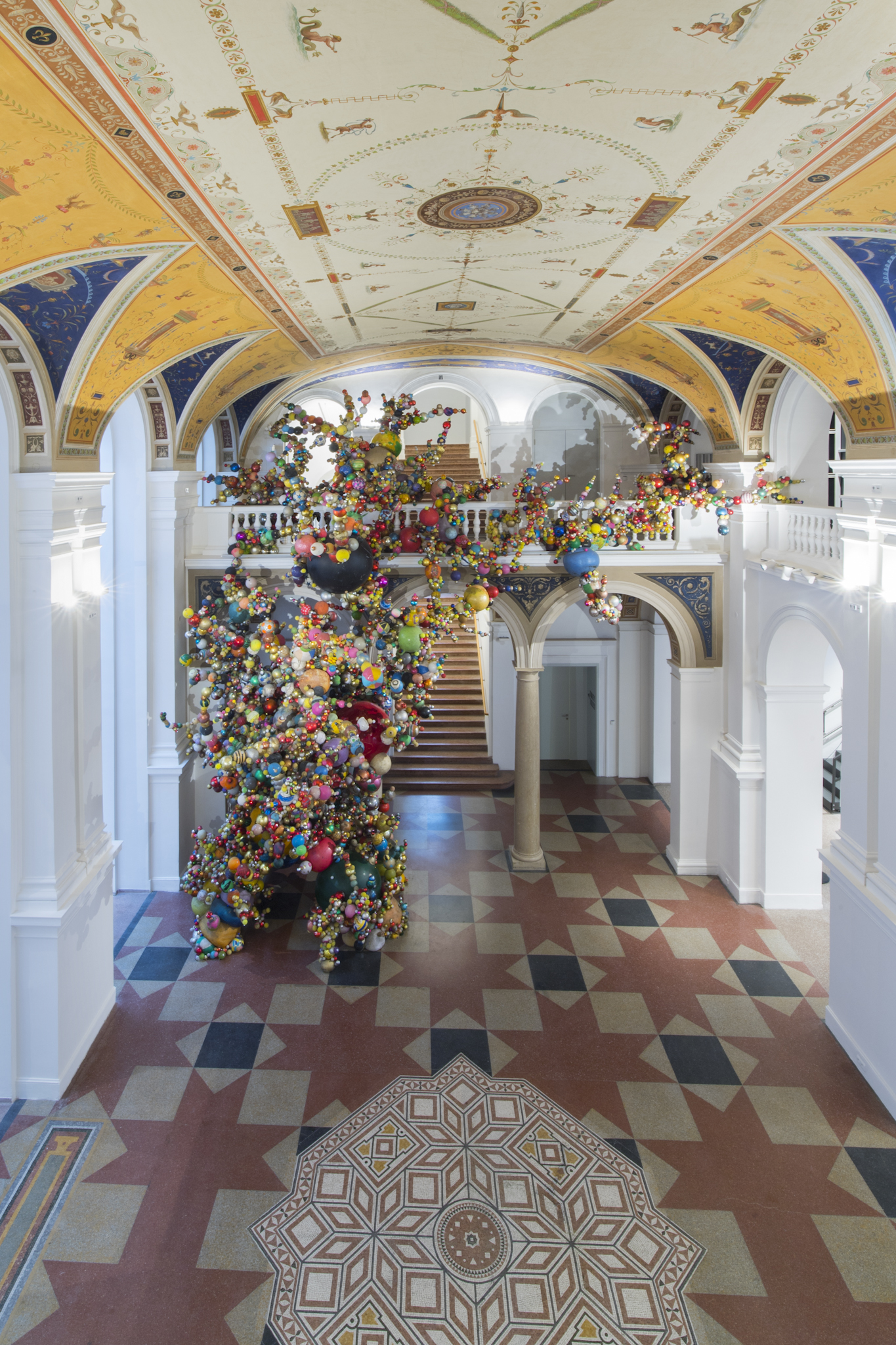
Dvorana Uměleckoprůmyslového muzea s Démonem růstu od Krištofa Kintery
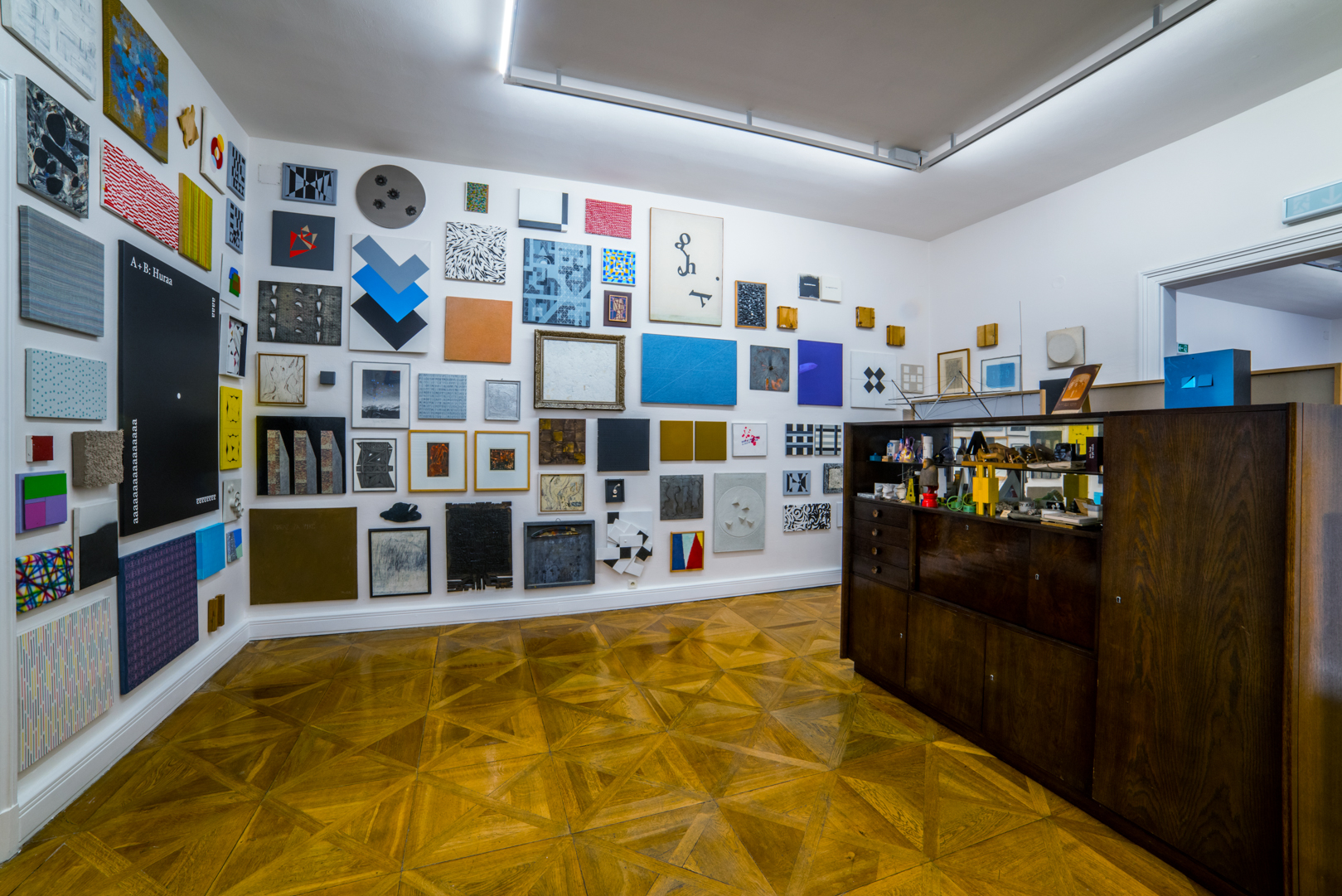
Pražákův palác, expozice ART IS HERE: Nové umění